# SMB
SMB (сокр. от англ. Server Message Block) — сетевой протокол прикладного уровня для удалённого доступа к файлам, принтерам и другим сетевым ресурсам, а также для межпроцессного взаимодействия. Первая версия протокола, также известная как Common Internet File System (CIFS) (Единая файловая система Интернета), была разработана компаниями IBM, Microsoft, Intel и 3Com в 1980-х годах; вторая (SMB 2.0) была создана Microsoft и появилась в Windows Vista. В настоящее время SMB используется в качестве основного протокола для удаленного доступа к файлам как для операционных систем Microsoft Windows, так и для macOS.

## История
Первая версия протокола была разработана сотрудником IBM Бэрри Файгенбаумом (англ. Barry Feigenbaum) в 1983 году. Изначально SMB был реализован через NetBIOS (поверх NBF, IPX/SPX или NetBIOS over TCP/IP) и использовался в сетях MS-NET и LAN Manager для DOS, а также в Windows for Workgroups. Microsoft регулярно дополняла протокол новыми возможностями; так, вторая версия Microsoft Networks SMB File Sharing Protocol Extensions появилась в 1988 году, 3-я версия — в 1989 году, версия 3.4 — в 1992.
В 1992 году появилась Samba — свободная реализация протокола SMB для UNIX-подобных операционных систем (изначально для SunOS). Поскольку Microsoft не опубликовала документацию значительной части своих дополнений к SMB, разработчикам Samba пришлось провести обратную разработку протокола.
В 1996 году Microsoft стала использовать новое название для дополненной версии протокола, которая использовалась в Windows NT 4.0 — CIFS (англ. Common Internet File System); новое имя прижилось, SMB и CIFS фактически стали синонимами. Microsoft некоторое время пыталась превратить CIFS в международный стандарт через IETF, но после 2000 года прекратила работу по стандартизации.
В Windows 2000 впервые появился SMB непосредственно поверх TCP (без NetBIOS); для этого используется порт 445 (SMB через NBT использовал порт 139).
В Windows Vista появилась новая версия протокола — SMB 2.0. Протокол был значительно упрощён (в SMB было более 100 команд, а в SMB 2 — всего 19); при этом была повышена производительность (благодаря механизму кэширования возможно совмещать несколько команд SMB 2 в одном сетевом запросе и увеличенным буферам чтения и записи), особенно в сетях с высокой латентностью, улучшена масштабируемость и добавлена возможность автоматического продолжения сеанса в случае временного отсоединения от сервера. SMB 2 использует тот же порт (445) как и SMB, но другой заголовок пакетов (0xFF 'S' 'M' 'B' в SMB, 0xFE 'S' 'M' 'B' в SMB 2).
В Windows 8 появилась новая версия протокола — SMB 3.0. Новые возможности изложены на сайте разработчиков.
В 2008 году под давлением Еврокомиссии Microsoft опубликовала описание своих частных протоколов, в том числе и SMB, на сайте MSDN.

## Принцип работы
SMB — это протокол, основанный на технологии клиент-сервер, который предоставляет клиентским приложениям простой способ для чтения и записи файлов, а также запроса служб у серверных программ в различных типах сетевого окружения.  Серверы предоставляют файловые системы и другие ресурсы (принтеры, почтовые сегменты, именованные каналы и т. д.) для общего доступа в сети. Клиентские компьютеры могут иметь у себя свои носители информации, но также имеют доступ к ресурсам, предоставленным сервером для общего пользования.
Клиенты соединяются с сервером, используя протоколы TCP/IP (а, точнее, NetBIOS через TCP/IP), NetBEUI или IPX/SPX. После того, как соединение установлено, клиенты могут посылать команды серверу (эти команды называются SMB-команды или SMBs), который даёт им доступ к ресурсам, позволяет открывать, читать файлы, писать в файлы и вообще выполнять весь перечень действий, которые можно выполнять с файловой системой. Однако в случае использования SMB эти действия совершаются через сеть.
Как было сказано выше, SMB работает, используя различные протоколы. В сетевой модели OSI протокол SMB используется как протокол Application/Presentation уровня и зависит от низкоуровневых транспортных протоколов. SMB может использоваться через TCP/IP, NetBEUI и IPX/SPX. Если TCP/IP или NetBEUI будут заняты, то будет использоваться NetBIOS API. SMB также может посылаться через  протокол DECnet. Digital (ныне Compaq) сделала это специально для своего продукта PATHWORKS. NetBIOS в случае использования через TCP/IP имеет различные названия. Microsoft называет его в некоторых случаях NBT, а в некоторых NetBT. Также встречается название RFCNB.
С начала существования SMB было разработано множество различных вариантов протокола для обработки всё возрастающей сложности компьютерной среды, в которой он использовался. Договорились, что реальный вариант протокола, который будет использоваться клиентом и сервером, будет определяться командой negprot (negotiate protocol). Этот SMB обязан посылаться первым до установления соединения. Первым вариантом протокола был Core Protocol, известный как SMB-реализация PC NETWORK PROGRAM 1.0. Он должным образом поддерживает весь набор основных операций, который включает в себя:
- присоединение к файловым и принтерным ресурсам и отсоединение от них;
- открытие и закрытие файлов;
- открытие и закрытие принтерных файлов;
- чтение и запись файлов;
- создание и удаление файлов и каталогов;
- поиск каталогов;
- получение и установление атрибутов файла;
- блокировка и разблокировка файлов.

## Формат заголовка SMB
| 8                    | 16      | 24           | 32 bits      |
| IDF                  |         |              |              |
| Command              | RCLS    | Reserved     | ERR          |
| ERR (cont)           | REB/FLG | Reserved     | Reserved     |
| Reserved             |         |              |              |
| Reserved             |         |              |              |
| Reserved             |         |              |              |
| Tree ID              | Tree ID | Process ID   | Process ID   |
| User ID              | User ID | Multiplex ID | Multiplex ID |
| WCT                  | VWV     | VWV          | VWV          |
| BCC                  | BCC     | BUF          | BUF          |
| SMB header structure |         |              |              |

Основные элементы структуры заголовка SMB:  

   • IDF (Identifier) — Идентификатор протокола: 0xff, 0x53('S'), 0x4d('M'), 0x42('B'). 

   • Command — команда протокола. 

   • RCLS — код класса ошибки. 

   • ERR — код ошибки.

   • Tree ID (TID) — идентификатор соединения с сетевым ресурсом. 

   • Process ID (PID) — идентификатор клиентского процесса фактического соединения. 

   • User ID (UID) — идентификатор пользователя; используется сервером для проверки прав доступа пользователя. 

   • Multiplex ID (MID) — идентификатор группы пользователя; используется сервером для проверки прав доступа группы пользователя.

   • WCT — количество параметров, следующих за заголовком.

   • BCC — количество байт данных, следующих за параметрами.

## Аутентификация Microsoft SMB Protocol
Модель механизма защиты, которая используется в Microsoft SMB Protocol, в основном идентична модели любого другого варианта SMB-протокола. Она состоит из двух уровней защиты: user-level (пользовательский уровень) и share-level (уровень совместно используемого ресурса). Под share (опубликованный ресурс) понимается файл, каталог, принтер, любая услуга, которая может быть доступна клиентам по сети.
Аутентификация на уровне user-level означает, что клиент, который пытается получить доступ к ресурсу на сервере, должен иметь username (имя пользователя) и password (пароль). Если данная аутентификация прошла успешно, клиент имеет доступ ко всем доступным ресурсам сервера, кроме тех, что с share-level-защитой. Этот уровень защиты даёт возможность системным администраторам конкретно указывать, какие пользователи и группы пользователей имеют доступ к определённым данным. Он используется в Windows NT, Windows 2000, Windows XP.
Аутентификация на уровне share-level означает, что доступ к ресурсу контролируется паролем, установленным конкретно на этот ресурс. В отличие от user-level, этот уровень защиты не требует имя пользователя для аутентификации и не устанавливается никакая уникальность текущего пользователя. Этот уровень используется в Windows NT, Windows 2000 и Windows XP для обеспечения дополнительного уровня контроля защиты сверх user-level. Операционные системы Windows 95, Windows 98 и Windows ME реализуют защиту только этого уровня.
В обоих этих уровнях защиты используется шифрование. Пароль зашифровывается, прежде чем отправляется на сервер. Типы шифрования NTLM, NTLMv2 и старые версии LAN Manager (LM) поддерживаются протоколом. Оба метода шифрования используют аутентификацию типа отклик-отзыв, в которой сервер посылает клиенту случайную сгенерированную строку, а клиент возвращает в качестве отзыва обработанную строку, которая доказывает, что клиент имеет достаточный мандат для доступа к данным.

## Безопасность
На протяжении всего срока эксплуатации эталонной реализации протокола от Microsoft специалистами по информационной безопасности выявлялись уязвимости, позволяющие успешно провести сетевую атаку на удалённый узел. Организация атаки на незащищённые серверы SMB является одной из наиболее привлекательных среди злоумышленников. Так, например, с помощью использования уязвимостей протокола SMB были осуществлены взлом серверов Sony Pictures Entertainment и распространение вредоносного ПО DoublePulsar, WannaCry (уязвимость EternalBlue) и Petya.